# Prunus wilsonii
Prunus wilsonii är en rosväxtart som först beskrevs av Camillo Karl Schneider, och fick sitt nu gällande namn av Emil Bernhard Koehne. Prunus wilsonii ingår i släktet prunusar, och familjen rosväxter. Inga underarter finns listade i Catalogue of Life.